# Německo-francouzské dědičné nepřátelství
Takzvané německo-francouzské dědičné nepřátelství (Deutsch-französische Erbfeindschaft) byl pojem nacionalistické politiky vytvořený v 19. století, který interpretoval čistě mocensko-politické státní soupeření jako tradiční a přirozený spor mezi německým a francouzským národem.

## Období německo–francouzského dědičného nepřátelství
Termín se vztahoval na období od válek Ludvíka XIV. (devítiletá válka aj.) přes revoluční války, napoleonské války a francouzsko-pruskou válku 1870/1871 až po první a druhou světovou válku. Tato teorie tvrdila, že všechny tyto konflikty mezi Německem a Francií nemohly být vyřešeny mírovou cestou, ale měly přirozené příčiny, jako je biologické dědictví. Teprve vznikem evropských společenství v 50. letech skončilo toto období nepřátelství. To bylo symbolicky podtrženo Elysejskou smlouvou z 22. ledna 1963, která také položila základy intenzivní bilaterální spolupráce v zahraniční, mládežnické a kulturní politice. Dnes jsou francouzsko-německé vztahy charakterizovány úzkým přátelstvím v rámci Evropské unie.

## Dědičné nepřátelství mezi jinými národy
Výraz dědičné nepřátelství není vyhrazen pouze pro vztahy Francie a Německa. Ve středověku a raném novověku označoval ďábla, v 15. století přeneseně Turky.
Později byl a je užíván i pro dlouhodobá nepřátelství mezi jinými národy a státy, např. pro rivalitu mezi francouzskými králi a rakouskými Habsburky (ukončenou sedmiletou válkou) nepřátelství mezi Řeky a Turky po roce 1812 (od počátku řeckého boje o svržení nadvlády Turků dodnes), vztahy mezi Španělskem a Marokem koncem 19. století.